# Jeff Nordgaard
Jeff Nordgaard (ur. 23 lutego 1973 w Dawson, w Minnesocie) – amerykański koszykarz (niski skrzydłowy) naturalizowany w Polsce i występujący reprezentacji Polski. W sezonie 2008/2009 trener AZS Koszalin.
Mierzący 2 m wzrostu koszykarz jest znany z dobrego rzutu za trzy punkty. Ukończył studia na uniwersytecie w Wisconsin. W 1996 został wybrany w drugiej rundzie draftu (z numerem 53) do NBA przez Milwaukee Bucks. Następny sezon spędził jednak w Europie – grał w Hiszpanii i francuskim  Dijon. W sezonie 1997–1998 rozegrał kilkanaście spotkań w Bucks. W następnych latach występował w zespołach niższych lig zawodowych w USA, włoskim Reggio Calabria oraz klubach francuskich.
W polskiej lidze pojawił się w 2001. Przez dwa sezony był graczem Anwilu. Z włocławskim klubem w 2003 zdobył tytuł mistrza Polski. Następny sezon rozegrał w Polonii Warszawa. W sezonie 2004–2005 bez powodzenia próbował swych sił we włoskim Euro Roseto i greckim Olympiakosie Pireus, a rozgrywki zakończył ponownie w Polonii. W latach 2005–2007 był koszykarzem Prokomu, z którym dwukrotnie zdobywał mistrzostwo Polski. W sezonie 2007–2008 i na początku sezonu 2008–2009 bronił barw AZS Koszalin, jednak po rezygnacji Dariusza Szczubiała po 4 meczach, został grającym trenerem tej drużyny.
Polskie obywatelstwo otrzymał w 2003, jednak stałe miejsce w reprezentacji Polski wywalczył sobie dopiero w 2006, za kadencji Andrieja Urlepa. Brał z nią udział w eliminacjach do ME 2007.
Z żoną Alexis mają dwóch synów.

## Osiągnięcia
NCAA
- Uczestnik:
  - II rundy turnieju NCAA (1994)
  - turnieju NCAA (1994–1996)
- Mistrz:
  - turnieju ligi:
    - Summit (1994)
    - Horizon (1995)

  - sezonu regularnego ligi:
    - Summit (1994)
    - Horizon (1996)
- Zawodnik roku Horizon League (1996)[1]
- MVP turnieju Horizon League (1995)

Drużynowe
- 3-krotny mistrz Polski (2003, 2006, 2007)
- 2-krotny brązowy medalista mistrzostw Polski (2004, 2005)
- Zdobywca Pucharu Polski (2006)
- Finalista pucharu:
  - Saporty (2001)
  - Polski (2007)
- Uczestnik rozgrywek:
  - pucharu:
    - Saporty (2000–2002)
    - Koracia (1996/97)

  - FIBA EuroCup Challenge (2002/03)

Indywidualne
- Członek Drużyny trzydziestolecia Anwilu Włocławek (2022)[2]

Reprezentacja
- Uczestnik kwalifikacji do mistrzostw Europy (2006/07)